# Ider (distrikt)
Ider (mongoliska: Идэр Сум, Идэр) är ett distrikt i Mongoliet.   Det ligger i provinsen Dzavchan, i den västra delen av landet, 700 km väster om huvudstaden Ulaanbaatar.